# سيرجيو غويكوتشيا
سيرجيو غويكوشيا (بالإنجليزية: Sergio Goycochea)‏ مواليد 17 أكتوبر 1963 في بوينس آيرس، الأرجنتين، هو لاعب كرة قدم أرجنتيني دولي سابق كان يلعب كحارس مرمى. سبق له أن لعب في كأس العالم لكرة القدم مع منتخب بلاده. عرف عنه تخصصه بصد ضربات الجزاء.

## المسيرة الاحترافية
كان غويكوتشيا حارس المرمى البديل لنيري بومبيدو في نادي ريفر بليت وفي المنتخب الوطني الأرجنتيني. في بطولة كأس العالم لعام 1990 حصل على فرصته الكبرى حين أصيب بومبيدو أثناء المباراة الثانية للأرجنتين أمام منتخب الاتحاد السوفييتي، وقام غويكوتشيا بتبديله. بعد تأهل المنتخب الأرجنتيني لمرحلة التصفية، قام بالحفاظ على نظافة مرماه حين تغلب الأرجنتين 1-0 على منتخب البرازيل في المرحلة الثانية وقد بصد عدد من ركلات الجزاء الترجيحية في مباريات ربع ونصف النهائي مساهما بفوز منتخبه أمام إيطاليا ويوغوسلافيا. كما أنه كاد أن يصد ركلة جزاء أندرياس بريمه التي أدت إلى فوز منتخب ألمانيا في نهائي كأس العالم 1990 على منتخب الأرجنتين بالنتيجة 1-0. وقد اختير أيضا من ضمن فريق البطولة.
لعب إل غويكو عدة أشهر عام 1991 لصالح فريق ستاد بريستوا 29 من بريست في منطقة بريتاني في فرنسا، وهو الفريق الذي غير اسمه لاحقا ألى بريست أرموريك، وكان الفريق يلعب في الدوري الثاني وضم اللاعبين دافيد جينولا، كورينتين مارتينز وستيفان غيوارش. على أي حال، أعلم الفريق إفلاسه في نوفمبر من ذلك العام ونقل إلى الدوري الثالث فاقدا كونه فريقا محترفا.
فاز غويكوشتيا ببطولات كوبا أمريكا 1991، كأس الملك فهد 1992، كأس أرتميو فرانكي 1993 وكوبا أمريكا 1993. أثناء بطولة كوبا أمريكا 1993، ظهر غويكوتشيا في إعلانات تلفزيونية لشركة بيبسي. كما أنه ظهر في إعلان لأديداس بعد ذلك بعدة سنوات.
يعمل حاليا مضيفا لبرنامج إليجانت سبورت في القناة السابعة الأرجنتينة.

### أندية لعب لها
- نادي أتلتيكو ريفر بليت
- ديبورتيفو لوس ميلوناريوس
- نادي راسينغ
- نادي بريست
- أوليمبيا أسونسيون
- نادي أتلتيكو ريفر بليت
- نادي إنترناسيونال

## روابط خارجية
- سيرجيو غويكوتشيا على موقع الاتحاد الدولي (مؤرشف)  (الإنجليزية)
- سيرجيو غويكوتشيا على موقع قاعدة بيانات كرة القدم.إي يو (الإنجليزية)
- سيرجيو غويكوتشيا على موقع ناشيونال فوتبول تيمز (الإنجليزية)
- سيرجيو غويكوتشيا على موقع Soccerway.com (الإنجليزية)
- سيرجيو غويكوتشيا على موقع عالم كرة القدم.نت (الإنجليزية)